# 索姆纳特寺
索姆纳特寺是位于印度古吉拉特邦吉尔索姆纳特县韦拉沃尔的一座印度神庙，是印度教徒最神圣的朝圣地之一，也是湿婆十二个究提林迦之一。11世纪时遭加兹尼的马哈茂德洗劫。